# Bahne Asmussen
Bahne Asmussen (* 16. April 1769 in Dagebüll; † 12. Juli 1844) war evangelischer Pastor, Dichter, und Lehrer in Nordfriesland.

## Leben
Bahne Asmussen war der Sohn eines Tagelöhners. Als Jugendlicher kam er zu Propst Balthasar Petersen in Tondern in Dienst und wurde von diesem an dessen Schulmeisterinstitut unterrichtet. Anschließend studierte er Theologie in Kopenhagen und Kiel. 1797 wurde er zum Diakonus in Leck gewählt. Im Jahre 1805 wurde er Hauptprediger im Kirchspiel St. Nicolai in Wyk der Insel Föhr. Er verfasste ein Lehrbuch zur Navigation in Versen. Er war verheiratet mit Christina (* 1785), Tochter des Pastor Jaco Boysen in Hadersleben.

## Werke
- Ein Wort über die neuen Schnürbrüste oder Korsetts. Von einem Freunde des schönen Geschlechts. In: Schleswig-Holsteinische Provinzialberichte. Nr. 6, 1811, S. 695–705.
- Thesen und Antithesen. Harms und Asmussen an der Ost- und Westsee. Getrennt in ihren Meinungen - einig in ihrer Natur und Schwachheit. Altona 1818.
- Handpostille zur Beförderung des christlich-frommen Sinnes. Altona 1820.
- Schiffahrtskunde zum Nutzen und Vergnügen, in Reimen, ohne Tabellen. Schleswig 1828.